# 斉藤ブラザーズ
斉藤ブラザーズ（さいとうブラザーズ、英: SAITO BROTHERS）は、全日本プロレスで活動するプロレスのユニット。
元来は双子のプロレスラーである兄・斉藤ジュンと弟・斉藤レイのコンビ名だったが、後にユニット化した。

## 概要

### 兄弟タッグ時代
2020年12月、元大相撲力士養成員だった斉藤順・斉藤礼の二人が、全日本プロレス公開入門テストに合格し、プロレスに転向。2021年6月9日、後楽園ホール大会にて大森隆男・本田竜輝組を相手に揃ってデビューを果たす。
2022年1月より、無期限の海外遠征に出発。同年9月18日日本武道館大会で凱旋帰国し、石川修司を破ると翌日早くも世界タッグ王座に挑戦する（芦野祥太郎&本田竜輝組に敗退）。10月2日、兄弟揃ってVOODOO-MURDERSに電撃加入。
2023年6月7日、GLEAT後楽園ホール大会にて、初のタイトルとなるG-INFINITY王座を奪取。同タイトルは2024年2月にレイの右肩関節脱臼による返上まで、11連続防衛を果たした。同年6月17日には「SAITO BROTHERS」としてのグッズも発売され、コンビ名として定着する。
同年10月9日には、故郷である宮城県角田市での凱旋試合にて宮原健斗&青柳優馬組を降し、世界タッグ王座に輝く。同年末にはプロレス大賞新人賞を斉藤ブラザーズとして受賞。
2024年3月30日、世界タッグ王座を再度戴冠するとともに、VOODOO-MURDERSの全日本プロレス撤退に伴い脱退。

### ユニット化
2024年5月29日、世界タッグ王座防衛直後にレイが全日本のベルト独占を宣言するも、二人ではジュニアや6人タッグのタイトルが獲得できず、利害が一致したとして土井成樹の加入を発表。土井は母の旧姓がサイトウであるとして、以後は“ミスター斉藤”土井成樹としての活動を宣言した。
同年6月24日、4人目の新メンバー加入が示唆され、7月20日に新メンバー・セニョール斉藤が加入。

## メンバー
- 斉藤ジュン（2021年6月9日 - ）
- 斉藤レイ（2021年6月9日 - ）
- “ミスター斉藤”土井成樹（2024年5月29日 - ）
- セニョール斉藤（2024年7月20日 - ）

## 元共闘メンバー
- VOODOO-MURDERS（2022年10月2日 - 2024年3月30日）

## 戦績
全日本プロレス
- 三冠ヘビー級王座
  - 斉藤ジュン（第75代）
- 世界ジュニアヘビー級王座
  - “ミスター斉藤”土井成樹（第69代）
- 世界タッグ王座
  - 斉藤ジュン&斉藤レイ（第97代、第99代）
- チャンピオン・カーニバル優勝
  - 斉藤レイ（2025年）
- 世界最強タッグ決定リーグ戦優勝
  - 斉藤ジュン&斉藤レイ（2024年）

GLEAT
- G-INFINITY王座
  - 斉藤ジュン&斉藤レイ（第3代）

ICW
- ICWディッピンドーナツ24/7王座
  - 斉藤ジュン&斉藤レイ（第31代）

プロレス大賞
2023年度プロレス大賞 新人賞（斉藤ジュン&斉藤レイ）
2024年度プロレス大賞 最優秀タッグチーム賞（斉藤ジュン&斉藤レイ）

## 芸能活動
2023年7月5日より、ジュンとレイが地元のローカルワイド番組『OH!バンデス』（ミヤギテレビ）内のコーナー「TAXIめし Returns」にレギュラー出演。番組内では「強くてちょっぴりキュートな双子レスラー」と説明され、ジュンの甘い物好きなどはいち早く同番組内で明かされた。
2024年7月30日、楽天モバイルパーク宮城で開催された東北楽天ゴールデンイーグルスvs福岡ソフトバンクホークスの試合にジュンとレイがゲスト出演。セレモニアルピッチなどを務めたほか、背番号3110のコラボグッズも製作された。
2024年8月20日、ジュンとレイ初の写真集『DOOM!』がブックマン社より発売。
2025年2月26日、ジュンとレイが、インペリアルレコードレーベルより「どっち?」でCDデビュー。作詞・作曲はお笑いタレントのはなわ。

## メディア

### 書籍
- 斉藤ブラザーズ写真集『DOOM!』（2024年8月20日発売、ブックマン社）ISBN 	9784893089755